# Chytridiomycetes
Classe
Les Chytridiomycetes constituent une classe de champignons chytrides qui parasitent de nombreux végétaux.

## Liste des ordres
Selon Catalogue of Life (17 novembre 2014) :
- ordre Chytridiales
- ordre Lobulomycetales
- ordre Olpidiales
- ordre Rhizophlyctidales
- ordre Rhizophydiales
- ordre Spizellomycetales

## Liste des sous-classes
Selon ITIS (17 novembre 2014) :
- sous-classe Chytridiomycetidae
- sous-classe Neocallimastigomycetes

## Liste des ordres, familles et genres
Selon NCBI (17 novembre 2014) :
- ordre Chytridiales
  - famille Chytridiaceae
    - genre Chytridium
    - genre Dendrochytridium
    - genre Diplochytridium
    - genre Phlyctochytrium
    - genre Polyphlyctis

  - famille Chytriomycetaceae
    - genre Asterophlyctis
    - genre Avachytrium
    - genre Chytriomyces
    - genre Entophlyctis
    - genre Obelidium
    - genre Odontochytrium
    - genre Phlyctorhiza
    - genre Physocladia
    - genre Podochytrium
    - genre Rhizidium
    - genre Rhizoclosmatium
    - genre Siphonaria

  - non-classé Chytridiales incertae sedis
    - genre Delfinachytrium
    - genre Pseudorhizidium
    - genre Zygorhizidium
- ordre Cladochytriales
  - famille Cladochytriaceae
    - genre Cladochytrium
    - genre Cylindrochytridium

  - famille Endochytriaceae
    - genre Diplophlyctis
    - genre Endochytrium

  - famille Nowakowskiellaceae
    - genre Nowakowskiella

  - famille Septochytriaceae
    - genre Allochytridium
    - genre Septochytrium

  - non-classé Cladochytriales incertae sedis
    - genre Catenochytridium
    - genre Nephrochytrium
- ordre Gromochytriales
  - famille Gromochytriaceae
    - genre Gromochytrium
- ordre Lobulomycetales
  - famille Lobulomycetaceae
    - genre Alogomyces
    - genre Clydaea
    - genre Lobulomyces
    - genre Maunachytrium
- ordre Mesochytriales
  - famille Mesochytriaceae
    - genre Mesochytrium
- ordre Polychytriales
  - genre Arkaya
    - Arkaya lepida
    - Arkaya serpentina

  - genre Karlingiomyces
    - Karlingiomyces asterocystis

  - genre Lacustromyces
    - Lacustromyces hiemalis

  - genre Neokarlingia
    - Neokarlingia chitinophila

  - genre Polychytrium
    - Polychytrium aggregatum

  - cf. Polychytrium sp. JEL598
  - cf. Polychytrium sp. JEL605
  - cf. Polychytrium sp. JEL606
- ordre Rhizophlyctidales
  - famille Arizonaphlyctidaceae
    - genre Arizonaphlyctis

  - famille Borealophlyctidaceae
    - genre Borealophlyctis

  - famille Rhizophlyctidaceae
    - genre Rhizophlyctis

  - famille Sonoraphlyctidaceae
    - genre Sonoraphlyctis
- ordre Rhizophydiales
  - famille Alphamycetaceae
    - genre Alphamyces
    - genre Betamyces
    - genre Gammamyces

  - famille Angulomycetaceae
    - genre Angulomyces

  - famille Aquamycetaceae
    - genre Aquamyces

  - famille Dinomycetaceae
    - genre Dinomyces

  - famille Globomycetaceae
    - genre Globomyces
    - genre Urceomyces

  - famille Gorgonomycetaceae
    - genre Gorgonomyces

  - famille Kappamycetaceae
    - genre Kappamyces

  - famille Pateramycetaceae
    - genre Pateramyces

  - famille Protrudomycetaceae
    - genre Protrudomyces

  - famille Rhizophydiaceae
    - genre Rhizophydium'

  - famille Terramycetaceae
    - genre Boothiomyces
    - genre Terramyces

  - non-classé Rhizophydiales incertae sedis
    - genre Batrachochytrium
    - genre Coralloidiomyces
    - genre Homolaphlyctis
    - genre Operculomyces
- ordre Spizellomycetales
  - famille Caulochytriaceae
    - genre Caulochytrium

  - famille Powellomycetaceae
    - genre Fimicolochytrium
    - genre Geranomyces
    - genre Powellomyces
    - genre Thoreauomyces

  - famille Spizellomycetaceae
    - genre Gaertneriomyces
    - genre Kochiomyces
    - genre Spizellomyces
    - genre Triparticalcar
- non-classé Chytridiomycetes incertae sedis
  - genre Blyttiomyces
    - Blyttiomyces helicus

  - famille Synchytriaceae
    - genre Synchytrium